# امرأة على قوس قزح
امرأة على قوس قزح، مجموعة نصوص في أدب الرحلات من مؤلفات الشاعرة والكاتبة العربية السورية غادة السمان، صدرت في عام 2014، عن منشورات غادة السمان في بيروت، لبنان.